# Nesticus chikunii
Espèce
Nesticus chikunii est une espèce d'araignées aranéomorphes de la famille des Nesticidae.

## Distribution
Cette espèce est endémique du Japon.

## Étymologie
Cette espèce est nommée en l'honneur de Yasunosuke Chikuni.

## Publication originale
- Yaginuma, 1980 : Supplementary notes on Japanese nesticid spiders, with the descriptions of two new species. Faculty of Letters Revue, Otemon Gakuin University, vol. 14, p. 241-250.